# Malše (loď)
Malše je osobní motorová loď postavená v roce 1959 pro Československou plavbu labsko-oderskou (ČSPLO) v loděnici Dopravního podniku města Brna pod jménem Solidarita.

## Historie
Poslední, čtvrtou z tzv. „brněnek“ převzala Československou plavbu labsko-oderskou (ČSPLO) v roce 1959, kdy byla loď Solidarita v Dopravním podniku města Brna také vyrobena. Plavidlo se na Vltavě v Praze plavilo pod hlavičkou ČSPLO krátce, neboť k 1. lednu 1961 převzal osobní lodní dopravu v Praze samostatný závod pražského dopravního podniku s názvem Osobní lodní doprava. Loď Solidarita zde byla v květnu 1968 doplněna další „brněnkou“, konkrétně lodí Svoboda postavenou v roce 1958 a původně provozovanou na Slapské nádrži. Obě lodě zůstaly v majetku DP až do začátku 90. let 20. století, přičemž byly využívány především na lince k zoologické zahradě. V roce 1990 byla Solidarita přejmenována na současné jméno Malše.
V roce 1992 se závod Osobní lodní doprava osamostatnil a vznikla dceřiná společnost Dopravního podniku hl. m. Prahy s názvem Pražská paroplavební společnost (PPS). Malše byla pod PPS v Praze v provozu do konce 90. let, od roku 2000 ji totiž měl v pronájmu Zdeněk Vitouš, který loď přesunul na Labe do Brandýsa, kde ji využíval na komerční vyhlídkové plavby. PPS ale v roce 2006 ukončila nájemní smlouvu a plavidlo prodala. Majitelem lodi se stala firma Českobritská plavební, která Malši používala na vodní nádrži Orlík pro objednané a okružní plavby. V srpnu 2011 byla loď po souši převezena do Hluboké nad Vltavou, kde byla společností Českobudějovická plavební zařazena do provozu na obnovené vodní cestě do Českých Budějovic. Posléze ji provozovatel využíval na lodní lince z Hluboké nad Vltavou do Purkarce.

## Konstrukce

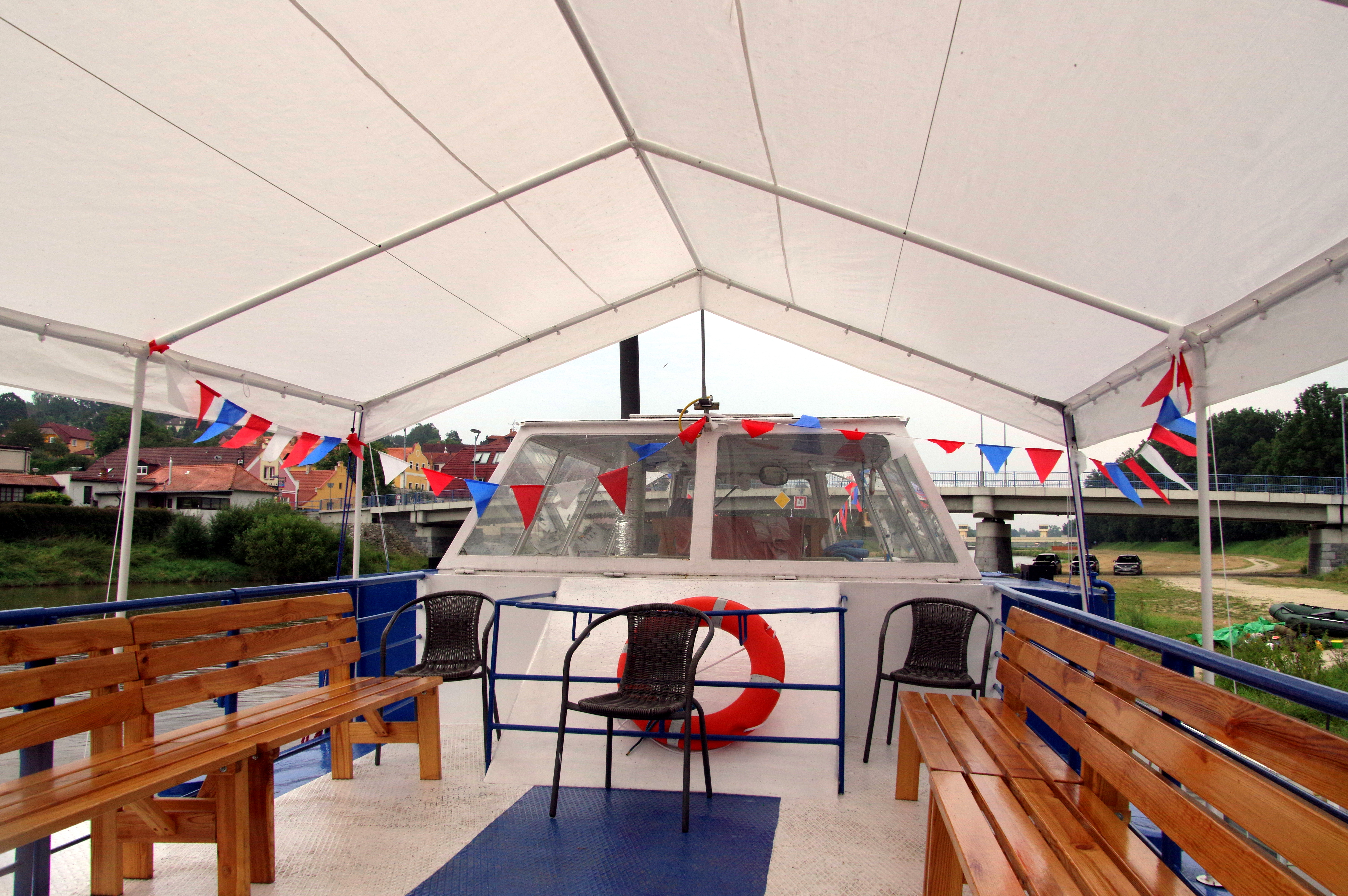
Horní paluba

Konstrukčně loď Malše vychází z lodí, které Dopravní podnik města Brna (DPMB) stavěl pro vlastní lodní dopravu na Brněnské přehradě. Konstruktéry plavidel, které DPMB postavil pro jiné provozovatele (celkem pět lodí jednoho typu), byli inženýr Frank a pražský loďař Adolf Špirk. Malše je dvoupalubová osobní loď o původní kapacitě 250 osob. Spodní paluba je zcela uzavřená, přibližně v polovině délky plavidla se nachází vyvýšená kormidelna a pod ní centrální prostor se vstupy na obou stranách lodi. Tento prostor dělí spodní palubu na dva oddělené salóny pro cestující, v roce 2010 se zde nacházelo celkem 80 míst k sezení. Na zádi lodě se po bocích trupu nalézají dvě schodiště vedoucí na horní otevřenou, tzv. sluneční palubu (v roce 2010 s 44 místy k sezení). Loď původně poháněl dieselový motor Škoda 6L o výkonu 99,3 kW, startování bylo řešeno stlačeným vzduchem v tlakové lahvi. Ten byl při plavbě doplňován kompresorem.